# チャイロイエヘビ
チャイロイエヘビ（茶色家蛇、Boaedon fuliginosus）は、有鱗目イエヘビ科オオバイエヘビ属に分類されるヘビ。別名ナミイエヘビ。fuliginosus はラテン語で「褐色」を意味する。

## 分布
サハラ砂漠以南のアフリカ大陸、モロッコ西部

## 形態
全長70-100cm。体色は赤褐色や暗緑色、暗褐色、黒と個体により変異が大きい。
吻端から眼を通り、後頭部へ淡黄色の筋模様が2対入る。眼は大型で突出する。

## 生態
草原や森林、民家近く等に生息する。夜行性。
食性は動物食で、爬虫類、鳥類、小型哺乳類等を食べる。
繁殖形態は卵生で、1回に最大15個の卵を産む。

## 人間との関係
民家に生息することもあるが、ネズミ等を捕食してくれるため益獣として扱われている。
ペットとして飼育されることもあり、日本にも輸入されている。主に野生個体が流通するが、繁殖個体が流通することもある。流通量は多くはない。やや小型だが、丈夫で飼育は難しくはない。